# Казидуб Галина Олексіївна
Галина Олексіївна Казидуб (нар. 1936, с. Нижня Істока) — радянський господарський, державний і політичний діяч, Герой Соціалістичної Праці.

## Біографія
Народилася в 1936 році в селі Нижня Істока.
З 1951 року — на господарській, суспільній і політичній роботі. У 1951—1991 рр. — доярка на фермі місцевого колгоспу «Комунар», доярка радгоспу «Ярульский» Ірбейського району Красноярського краю, надоїла на фуражну корову 4500 літрів молока при плані 2600 літрів.
Указом Президії Верховної Ради СРСР від 8 квітня 1971 року присвоєно звання Героя Соціалістичної Праці з врученням ордена Леніна і золотої медалі «Серп і Молот».
Обиралася депутатом Верховної Ради РРФСР 8-го і 9-го скликань.